# ルナ1964B
ルナ1964B(Luna 1964B)またはルナE-6 No.5(Luna E-6 No.5)は、1964年の打上げ失敗で失われたソビエト連邦の宇宙船である。重さ1422kgのルナE-6宇宙船が12回打ち上げられたうちの5回目にあたる。月への軟着陸を目指した最初の宇宙船であるが、この目標はルナE-6の最終飛行であるルナ9号で達成された。
ルナ1964Bは1964年4月20日08:08:28(UTC)にモルニヤM8K78Mローンチ・ヴィークルに積まれて、バイコヌール宇宙基地のガガーリン発射台から打ち上げられた。発射340秒後に上段のパワーシステムが故障したため、軌道に達する前にエンジンが停止した。その直後、大気圏再突入の際に上段と宇宙船は分解した。ミッションに関する情報が出される前に、アメリカ航空宇宙局はこれが月に着陸する試みであることを正しく把握していた。